# Tempesta del Brasile del 3 novembre 2023
La tempesta del Brasile del 3 novembre 2023 è stata un evento meteorologico storico e distruttivo, provocato da una forte linea di groppo. Ha causato diversi danni, in particolare nelle città dello stato di San Paolo, con 8 morti e milioni di cittadini senza elettricità nella capitale omonima. Anche altri comuni degli stati di Minas Gerais e Rio de Janeiro sono stati colpiti dal fenomeno nello stesso giorno, sebbene con una minore intensità. Con circa 4 milioni di utenti senza elettricità in tutto lo stato di San Paolo, questo blackout è considerato uno dei più grandi disastri per la rete elettrica causato da un temporale in Brasile, secondo solo a quello del 2020, durante una ciclogenesi esplosiva che aveva colpito la regione Sud del paese. Le raffiche di vento hanno raggiunto la massima velocità di 151 km/h, valore misurato a Santos.